# Château de Darfeld
Le château de Darfeld est un château historique allemand, berceau des Droste zu Vischering, situé à Darfeld, village de l'arrondissement de Coesfeld en Rhénanie-du-Nord-Westphalie.

## Histoire
Le château actuel a été construit en 1612-1616 par Bernhard Gröninger (1582-1652) à l'emplacement d'un ancien Wasserburg du XIIIe siècle, pour son propriétaire le chevalier Jobst von Vörden. C'est un château à deux corps de bâtiments dans un style Renaissance tardive et baroque précoce. Il est vendu en 1680 à la famille Droste zu Vischering. C'est ici que Clément-Auguste Droste zu Vischering, archevêque de Cologne, ou Marie Droste zu Vischering, supérieure de la Congrégation du Bon Pasteur qui a été déclarée bienheureuse de l’Église par le pape Paul VI, passèrent leur enfance. La chapelle, de style néo-roman, dédiée à saint Antoine de Padoue, est construite en 1874.
Le château souffre d'un grave incendie en 1899 et sa restauration s'achève en 1902. Les travaux sont dirigés par Hermann Schaedtler (de), qui ajoute des éléments néorenaissance, avec les grandes galeries et le fronton en pignon.

## Description

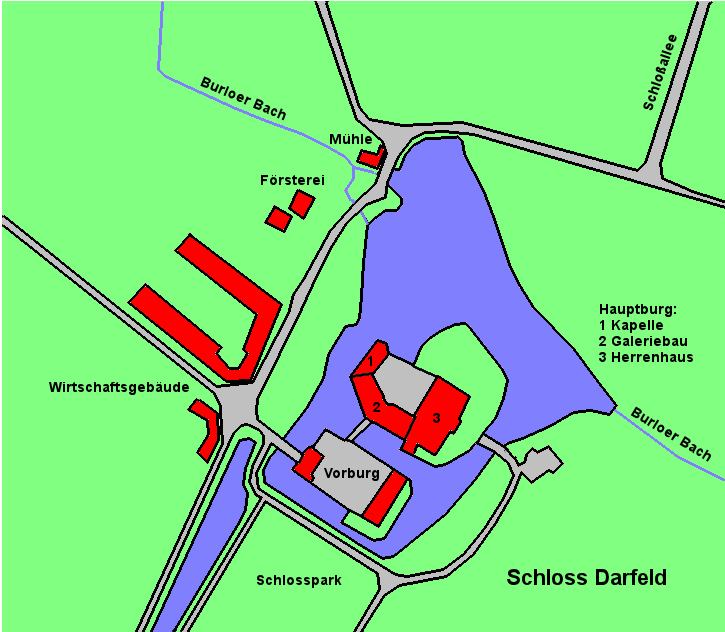
Plan du parc et du château : Vorburg = basse-cour, Hauptburg = ouvrage principal 1. chapelle, 2. galerie, 3. logis, Wirtschaftsgebäude = dépendances, Försterei = maison forestière, Mühle = moulin.

Le château est constitué d'un ouvrage principal et d'une basse-cour, chacun occupant une île entourée de douves formées par une retenue du ruisseau de Burlo. Pour accéder au corps de logis, il faut franchir un pont pour parvenir à la basse cour, situé sur la première île, puis un  deuxième pont. Les douves et la basse cour (Vorburg = avant-château) servaient à la défense du château. Les contreforts entourant les îles ont presque totalement disparu pour faire place à des édifices représentatifs. Seule la puissante tour d'angle rappelle cette fonction défensive. 
À l'extérieur des douves deux bâtiments servant de dépendances sont orientés symétriquement vers le pont menant à la basse-cour. Un peu plus au nord, se trouvent la maison forestière, puis le moulin, situé au niveau de la retenue. Au sud, s'étend le parc du château. 

### Ouvrage principal
L'ouvrage principal est un corps de logis entourant sur trois côtés une cour intérieure bordée d'arcades. Il comprend le logis proprement dit, la galerie et la chapelle.

#### Logis
Après l'incendie de 1899, le logis a été reconstruit de 1902 à 1904 dans le style néo-Renaissance  par l'architecte Hermann Schaedtler (de), qui a repris certains éléments de l'ancien bâtiment, notamment la tour d'angle au sud-ouest. 

#### Galerie

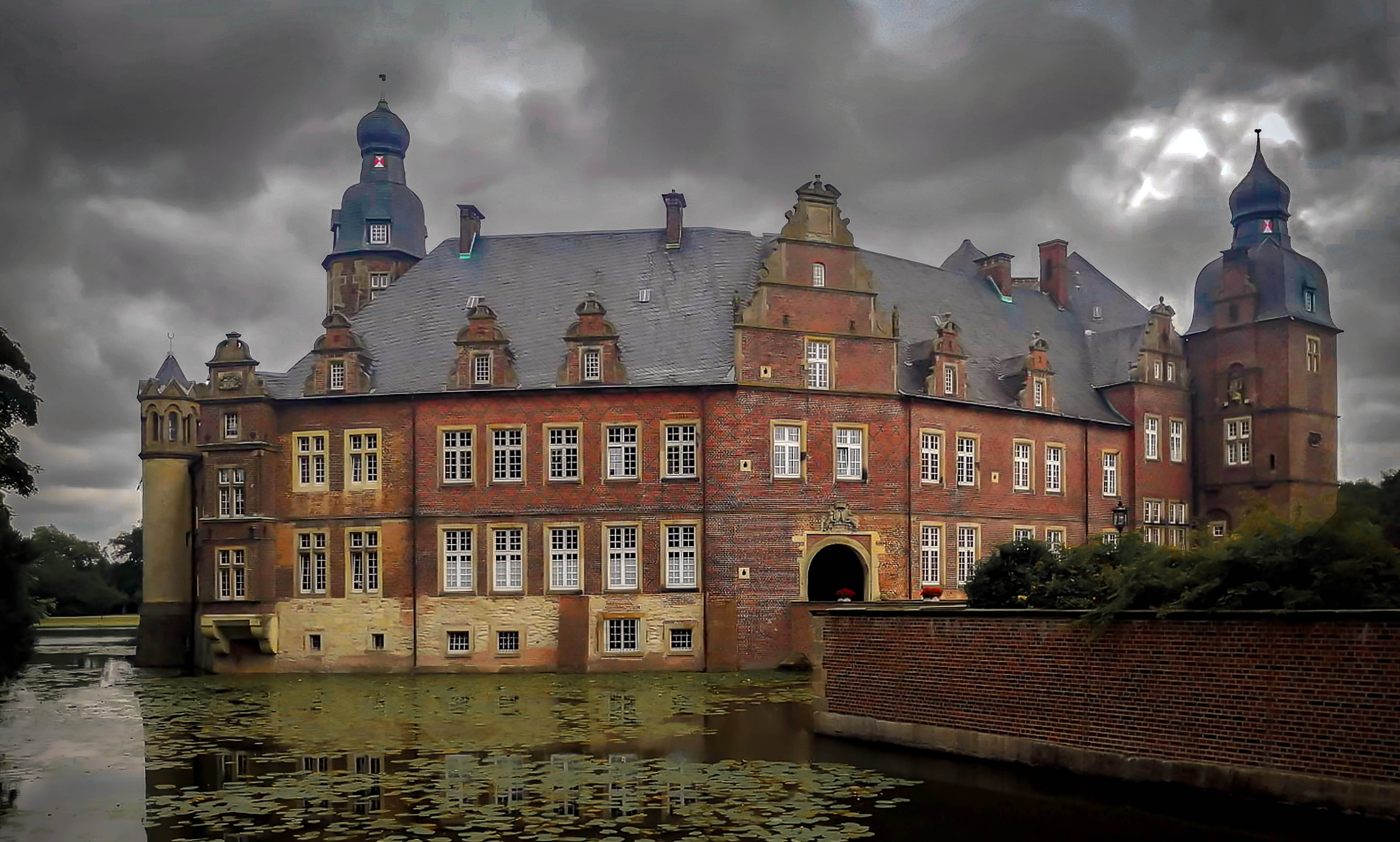
Galerie (côté sud du château).

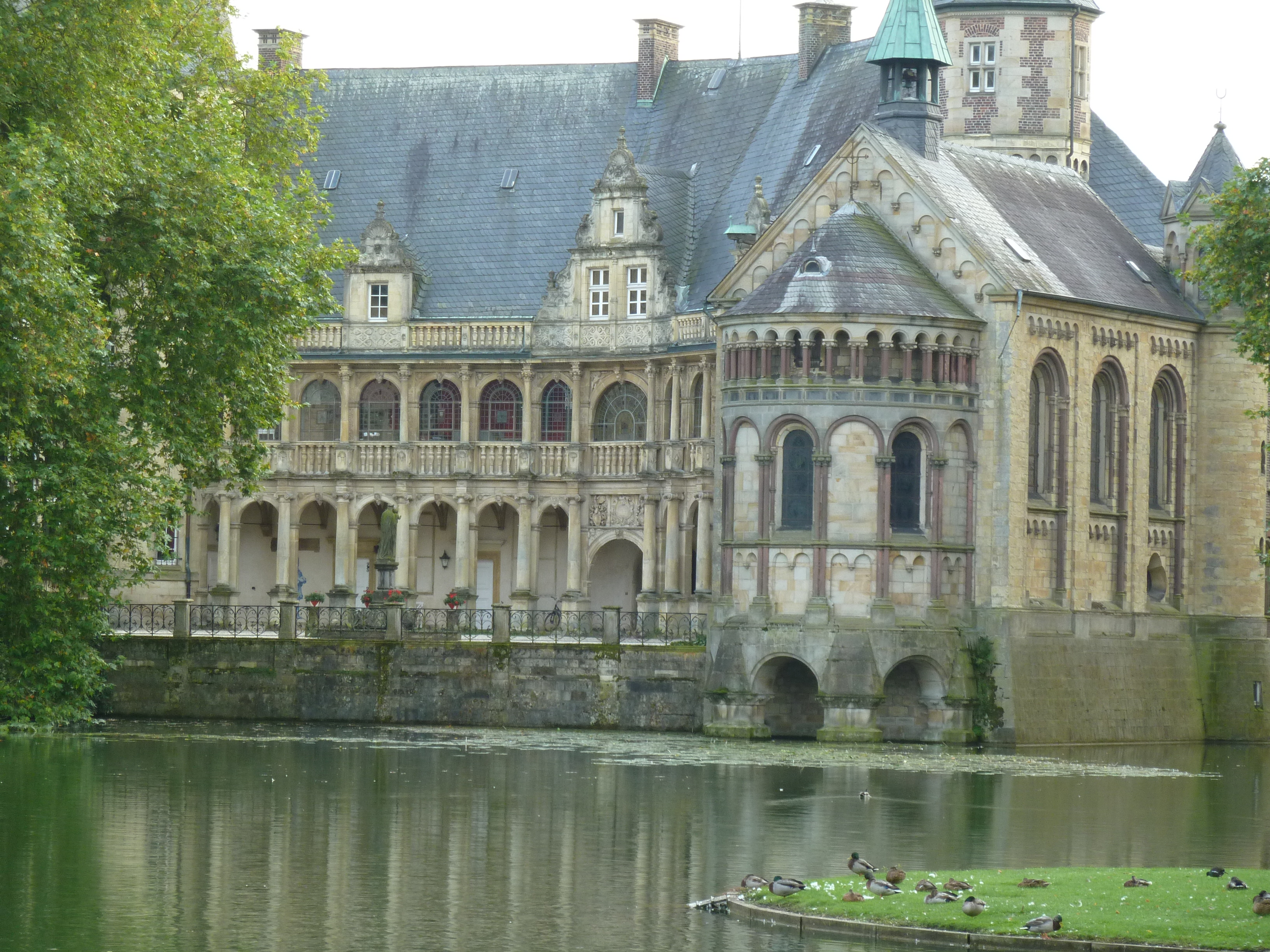
Les arcades de la cour intérieure et la chapelle (à droite).

La construction du bâtiment de la galerie a été confiée en 1612 à Gerhard Gröninger (de) et fut achevée en 1618.
L'édifice à deux étages qui se présente à nous aujourd'hui résulte d'une reconstruction du bâtiment précédent, auquel l'architecte Schaedtler ajouta des détails plus élaborés. Furent préservés de l'ancien bâtiment la façade donnant sur la cour, avec ses arcades au rez-de-chaussée et sa tour d'escalier à l'angle de la chapelle, ainsi que la partie centrale du mur donnant au sud sur les douves et le pont, avec la porte, l'encadrement destiné à supporter le pont-levis et les armoiries. Tous ces éléments furent intégrés par Schaedtler dans le nouvel édifice.
La façade donnant sur la cour intérieure date de 1618 et comporte deux rangées d'arcades superposées, la rangée inférieure, de plus hautes dimensions, ornée de colonnes ioniques, celle de l'étage présentant des colonnes plus minces, d'ordre corinthien. Le pignon et la balustrade au niveau du toit ont été ajoutés après 1899.

#### Chapelle
La chapelle est reliée au bâtiment de la galerie par un court pan de mur intermédiaire. Elle est dédiée à saint Antoine de Padoue et a été érigée en 1873 par Hilger Hertel l’Ancien (de) dans le style néo-roman pour remplacer un édifice plus ancien à colombages. L'édifice à nef unique en grès a été complété par une abside semi-circulaire. L'aménagement intérieur d'origine est intégralement préservé.

### Basse-cour

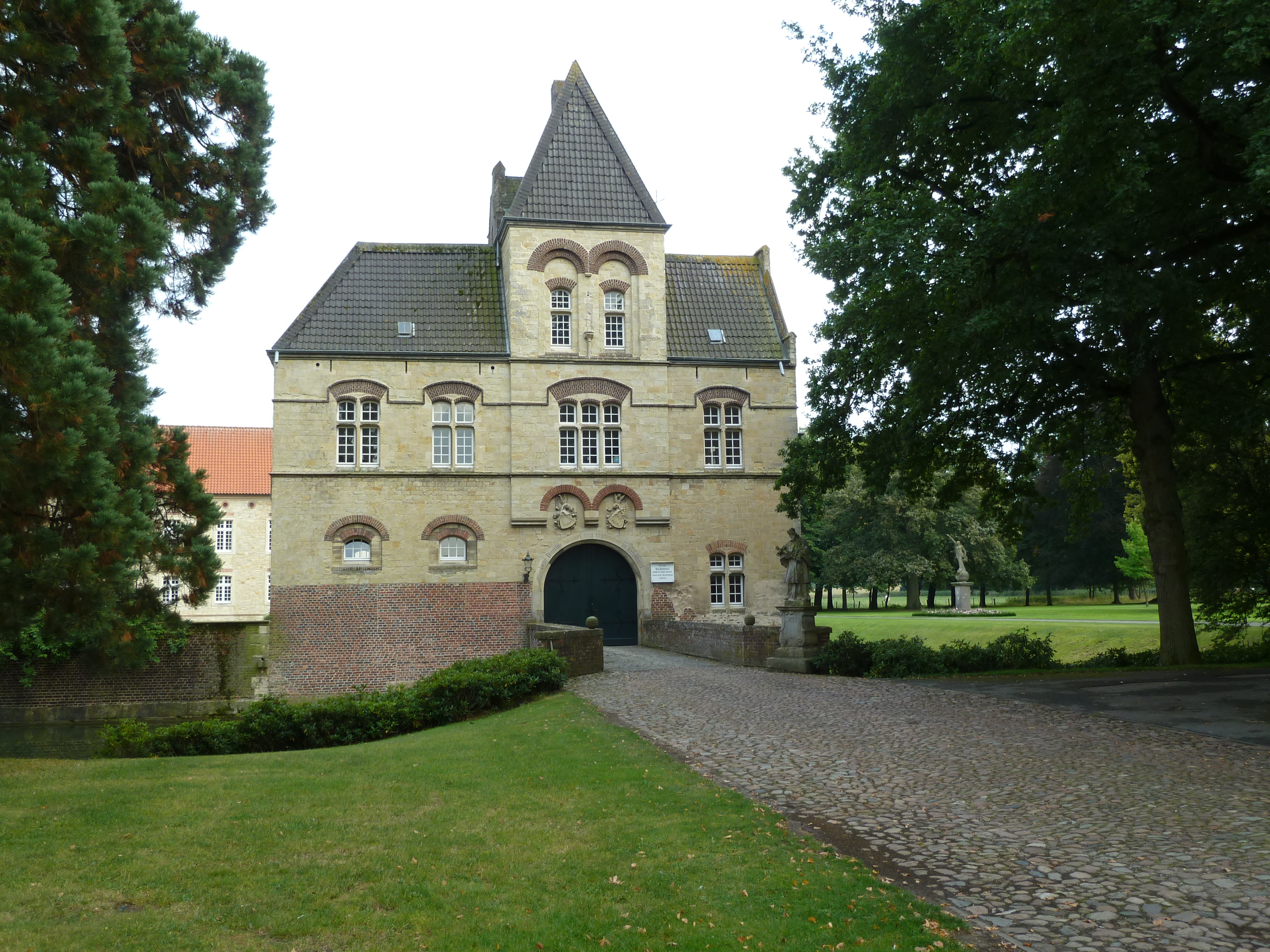
Porterie de la basse-cour.

La basse-cour comprend deux bâtiments en grès à deux étages, qui délimitent l'île à l'est et à l'ouest. La façade de la porterie (1867) est structurée par des arcs tantôt en plein cintre, tantôt surbaissés, parfois doubles.

### Dépendances

#### Bâtiments d'exploitation
Ils datent du XVIIIe siècle  et étaient, et sont encore utilisés – après reconversion –, à des fins agricoles et forestières. 
Le moulin à eau, à l'extrémité nord du plan d'eau, a été maintes fois réaménagé et n'est aujourd’hui (2020) plus utilisé en tant que tel. Une roue à aubes est toujours en place et en service (2023).
L'ancienne maison forestière, un bâtiment en briques du XVIIIe siècle, a servi un temps de vicariat et est aujourd'hui habitée.

### Parc du château
Le parc s'étend au sud de la basse cour et se prolonge par une forêt. C'est un vaste parc paysager, agrémenté d'étangs, dont l'un abrite une île, d'une colline boisée et d'une allée de charmes, datant probablement de la deuxième moitié du XIXe siècle. Quelques sculptures témoignent encore du jardin baroque d'autrefois.

## Tourisme
Le château appartient à l'itinéraire touristique des cent châteaux du pays de Münster. C'est l'un des châteaux résidentiels les plus impressionnants de la région.
Comme de nombreux autres châteaux de la région, le château de Darfeld est aujourd'hui (2022) une propriété privée et habitée, non accessible au public. On ne peut l'apercevoir que de loin, de derrière les étangs. Il n'est pas prévu de visites guidées ni de possibilités de stationnement. 